# Cuenca
För andra betydelser, se Cuenca (olika betydelser).
Cuenca (eller Santa Ana de los Cuatro Ríos de Cuenca) är den tredje största staden i Ecuador och huvudstad i provinsen Azuay. Den ligger i Sierra, Ecuadors högland, omkring 2 800 meter över havet. Folkmängden uppgår till cirka 370 000 invånare.
Staden grundades enligt den spanska historikern Diego Hurtado de Mendoza år 1557 och dess självständighet förklarades 1820. Platsens historia går dock betydligt längre tillbaka till ursprungsbefolkningen Cañaris by Guapondeleg ("landet stort som himmelen", 500 e.Kr.), senare erövrad av Inka och kallad Tomebamba.
Stadens historiska centrum har blivit klassat som ett världsarv och ligger längs den Pan-Amerikanska motorvägen.